# Josip Prudeus
Josip Prudeus (Samobor, 21. ožujka 1944. - 25. siječnja 2020.), hrvatski književnik, dječji pisac, pjesnik, po struci učitelj hrvatskoga jezika i povijesti, tiskovni i radijski novinar, promidžbeni djelatnik (televizijski spotovi) i filmski scenarist. Autor je nadimka „Vatreni” za hrvatsku nogometnu reprezentaciju.

## Životopis
Rođen je u Samoboru, u obitelji Ivana i Milke rođene Runtas. Osnovnu školu i gimnaziju pohađao je u Slavonskom Brodu. Tamo je i diplomirao na Pedagoškoj akademiji, s temom Tin Ujević i njegova lirika, a stručni ispit položio temom Motivi djetinjstva u lirici Dragutina Tadijanovića. Kao učitelj radio je u Slavonskom Brodu, Sibinju, Rabu,  Bregani, Gradanjcima, Noršić Selu i Samoboru. 
Radio je kao novinar na Radio Samoboru, bio voditelj Centra za kulturu pri NS te bio prvi pročelnik za društvene djelatnosti (1991.) u Samoboru. Utemeljio je Večeri hrvatske ljubavne poezije Vrazova Ljubica (1989.), koji je tradicijsko lipanjsko okupljanje pjesnika ljubavnih stihova. Bio je utemeljitelj i prvi urednik programa za djecu i mladež Hrvatskoga katoličkog radija. Jedan je od utemeljitelja Škole dječjeg stvaralaštva - programa za darovite učenike hrvatskih osnovnih škola, gdje je radio 33 godine. Odlukom Ministarstva prosvjete RH imenovan je glavnim koordinatorom rada Novigradskog proljeća. Tijekom rata sudionik je Škole mira u Mrkoplju.
Novinarstvom se bavio od 1968. godine. Članke je objavio u Vjesniku, Večernjem listu, Novom listu, Telegramu, Brodskom listu, Samoborskom listu, Samoborskim novinama, Imotskoj krajini, Vukovarskom listu, Radio Zagrebu, Radio Rijeci, Radio Puli, Radio Splitu, Radio Brodu, Radio Samoboru, Kerempuhu, Paradoksu, Čvorku, Glasu Samobora, Našem Samoboru, Glasu Koncila, Kani, Hrvatskome književnom listu (1966.), Hrvatskom tjedniku (1971.) i Hrvatskom slovu. Za djecu je, od 1965. godine, pisao i objavljivao radove u Modroj lasti, Smibu, Galebu, Radosti i Pogledu te na radijskim postajama Zagreb, Sljeme, HKR i Sarajevo. 
Radovima je zastupljen u hrvatskim udžbenicima, čitankama, pjevankama i radnim bilježnicama. Autor je predložaka za četiri hrvatske mise koje su uglazbili mo. Josip Degl'Ivellio, Željko Bradić i Alan Kljajić, libreta za hrvatsku rodoljubno-ljubavnu operu Samo san (uglazbio Alan Klajić) i pasionskog skazanja Dizma i Gesta. Napisao je pjesme od kojih je oko 150 uglazbljeno, a skladali su ih, između ostalih, Željko Bradić, Arsen Dedić, Siniša Leopold, Pero Gotovac, Emilio Kutleša, Nikica Kalogjera, Mirjana Žužić, Mario Mihaljević, Tomislav Jozić, fra Petar Kinderić, Marijan Mlakar i Julije Njikoš. 
Kao promidžbeni djelatnik, autor je stotina televizijskih spotova, radio poruka, oglasa, povelja, diploma, slogana i promidžbenih imena. Neka od imena su: Vatreni, Boroleta, Borosana, Startas, Trinam, Dorina, Mleko z bregov, Bonko, Vupik, Voćko,  Domaće je domaće, Piće naše mladosti, Voće koje teče. Televizijska reklama „Kad je piješ osjećaš se bolje“ za Jamničku kiselicu donijela mu je nagradu na međunarodnom festivalu u Cannesu. U vrijeme Hrvatskoga proljeća suđen je na namještenu političkom procesu u Požegi, kao član Ogranka Matice Hrvatske u Sl. Brodu. S biskupom Markom Culejem vodio je akciju za svećenička zvanja, utemeljio i pokrenuo list FRAMIN Hrvatske franjevačke provincije]] te napisao knjigu uspomena na 96 pokojnih franjevaca iz HFP sv. Ćirila i Metoda. 
Deset je godina, pod pseudonimom Tribus, objavljivao u Maku priče za djecu (oko 100 priča). Za samoborske je crkve napisao dvije pjesme o sv. Martinu (uglazbio Željko Bradić) i Gospi Okićkoj (uglazbio Juraj Župančić). Također je napisao pjesmu „S Papom Kristu po Mariji”, koja je praizvedena u Mariji Bistrici prilikom dolaska Ivana Pavla II., a višetjedno je prikazivana u glazbenim televizijskim spotovima.
Odlaskom u mirovinu darovao je sve što je četvrt stoljeća skupljao u Zbirku za korist i radost mnogima. Zbirka je postavljena u OŠ Samobor, a između ostaloga uključuje oko 380 slika, 230 keramika, 80 batika, 500 DVD-ova, približno 3000 knjiga i dr. Preminuo je 25. siječnja 2020. godine.

## Djela
Opus djela obuhvaća:
- Izmiren sa sobom,
- Opomena I, zbirka pjesama
- Opomena II, zbirka pjesama
- Čuj nas Majko, proza (prevedeno na tal., engl., njem.)
- Petnaesti kamen, zbirka pjesama
- Kameno klecalo, zbirka pjesama
- Mala obljetnica velikih događanja, proza
- Samoborci u Domovinskom ratu, proza
- Mir tebi, proza (prevedeno na tal., engl., njem.)
- Drveće, slikovnica
- Više manja zanimljiva zanimanja, slikovnica
- Skoroskop, slikovnica
- Geza, proza
- Vinjani, proza
- Ad Deum, proza
- Pisma neposlana, zbirka pjesama
- Međugorje, proza
- Alojzije Stepinac, slikovnica
- A na stazi ja, proza
- Poslana u vjetar, zbirka pjesama
- Dvadeset godina dobrorodnog rada, proza
- Onak z duše v srčeko, zbirka pjesama
- Urednik ili predgovornik brojnim književnim i likovnim izdanjima.
- Suradnik u više monografija (Okić, Hrvatska vina, Kušlec za pušlec...)

Uvršten je u nekoliko antologija hrvatske poezije: Antologiju hrvatske haiku poezije, Antologiju hrvatske uskrsne poezije, Antologiju hrvatske ljubavne poezije, Antologiju 800 godina Franje Asiškoga (duhovna poezija) i Antologiju haiku Ivanić Grada. Zastupljen je pjesmama u zbornicima: Ljubica, Pri svetem Mihalu, Zelinskim bregima i mnogim drugim zbirkama pjesama.
Autor je mnogih misa, litanija i skladbi posvećenih svecima i mučenicima katoličke crkve: Hrvatske pučke mise u čast bl. Alojzija Stepinca – u spomen hrv. braniteljima, Misa Zaštitniku Hrvatske, Misa Hrvatskim mučenicima, pjesme Svetoj Ani suzaštitnici Samobora  (glazba Ž. Bradić), Male litanije sv. Ane (glazba Ž. Bradić), skladbe sv. Judi Tadeju i Šimunu, skladbe bl. Ivanu Merzu, libreta „Dizma i Gesta“ (pasionska baština), Vukovarski križni put. Autor je i tekstova bulama u temeljima novih crkvi u Lasinji, Samoborskom Lugu, obnovljenoj kapelici u samoborskom franjevačkom samostanu, SOS
Lekeniku i dr. Napisao je sedamdesetak pjesama o Samoboru, od kojih je 39 uglazbljeno.
Scenarist je filmova o Samoboru i video-spota za grupu Magazin. Autor je naziva “Ponosnica” za branitelje, pisao je ratne reportaže, a tijekom Domovinskog rata pokrenuo akciju “Samobor otvara srce” za Hrvatski Ćuntić, u kojoj je sakupljeno 6000 knjiga za spaljenu franjevačku knjižnicu.

## Nagrade
Primio je brojne nagrade. Ističu se: Nagrada za životno djelo Grada Samobora (2004.), Državna nagrada, odlukom Hrvatskog sabora - Ivan Filipović za životno djelo, Povelja pape Benedikta XVI. za 60 godina ministriranja (2008.) i Povelja pape Franje za književno stvaralaštvo duhovnog nadahnuća.

## Vanjske poveznice
- Radio Samobor  Arhivirana inačica izvorne stranice od 27. siječnja 2020. (Wayback Machine) Edi Kirschenheuter: Otišao je učitelj, pjesnik, književnik, novinar i veliki čovjek – Josip Joža Prudeus
- Josip Prudeus na Discogsu